# Брик (пирог)

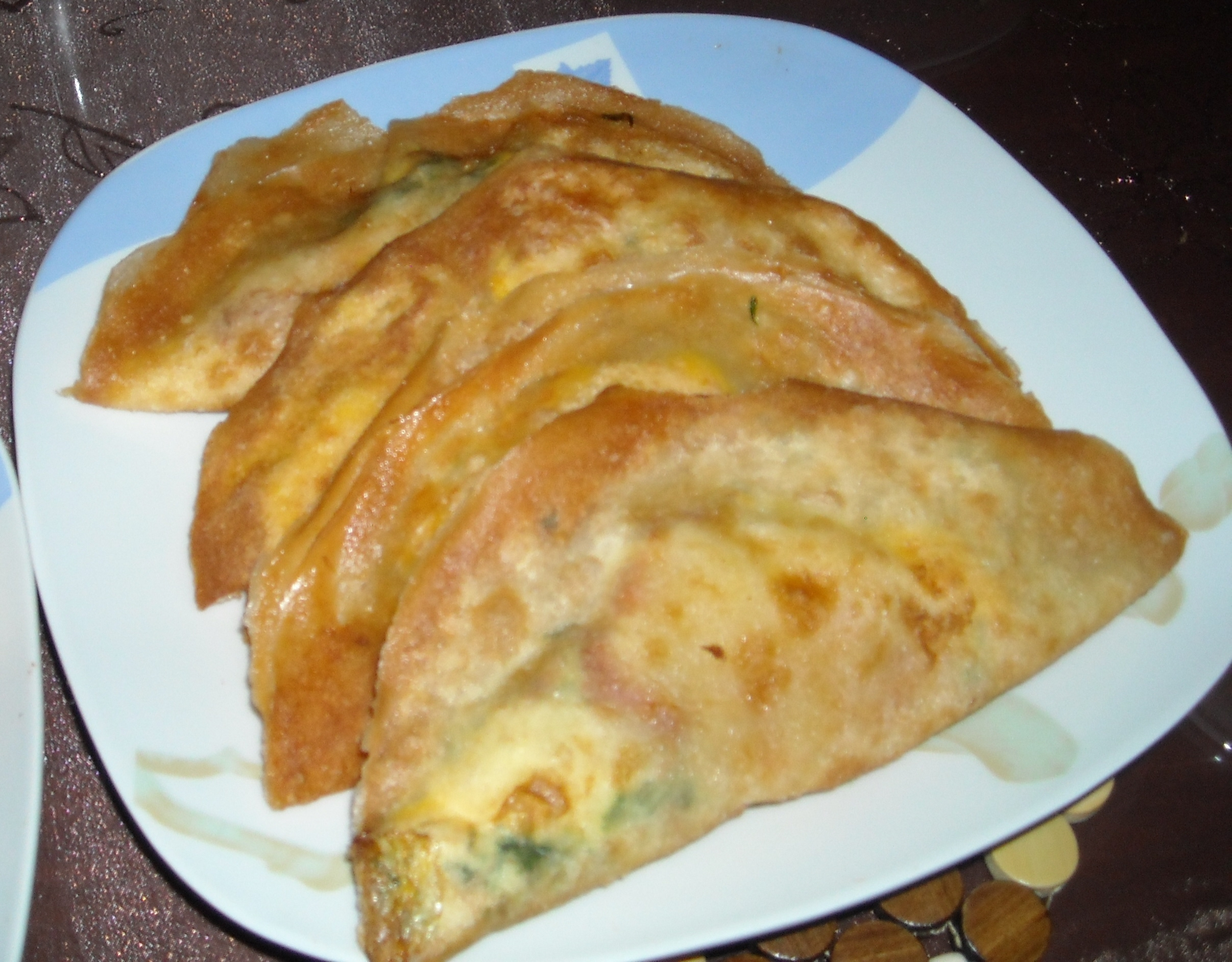
Тунисские брики

Брик (brik, briq, بريك) — жареный несладкий пирожок, напоминающий чебурек. Считается тунисским блюдом, но брики популярны и в других странах Северной Африки и Ближнего Востока. Брик едят с супом или просто как самостоятельное блюдо, например, на завтрак. Брик — традиционно второе блюдо для тунисцев во время ужина на Рамадан после чечевичного супа шорба.

## История
Наиболее распространённая версия происхождения блюда заключается в том, что тунисский брик стал адаптацией турецкого блюда бюрек за время, пока Тунис был в составе Османской империи.
Вторая версия — что блюдо изобрели тунисские евреи с острова Джерба.
Третья версия: так как тесто для бриков чем-то напоминает рисовую бумагу в китайских спринг-роллах, есть мнение, что арабы получили секрет приготовления такого теста от персов, которые в свою очередь получили его от китайцев. Возможно, арабы и сами могли получить рецепт от китайцев после Таласской битвы, когда они пленили много китайцев и получили от плененных секрет изготовления бумаги.

## Разновидности

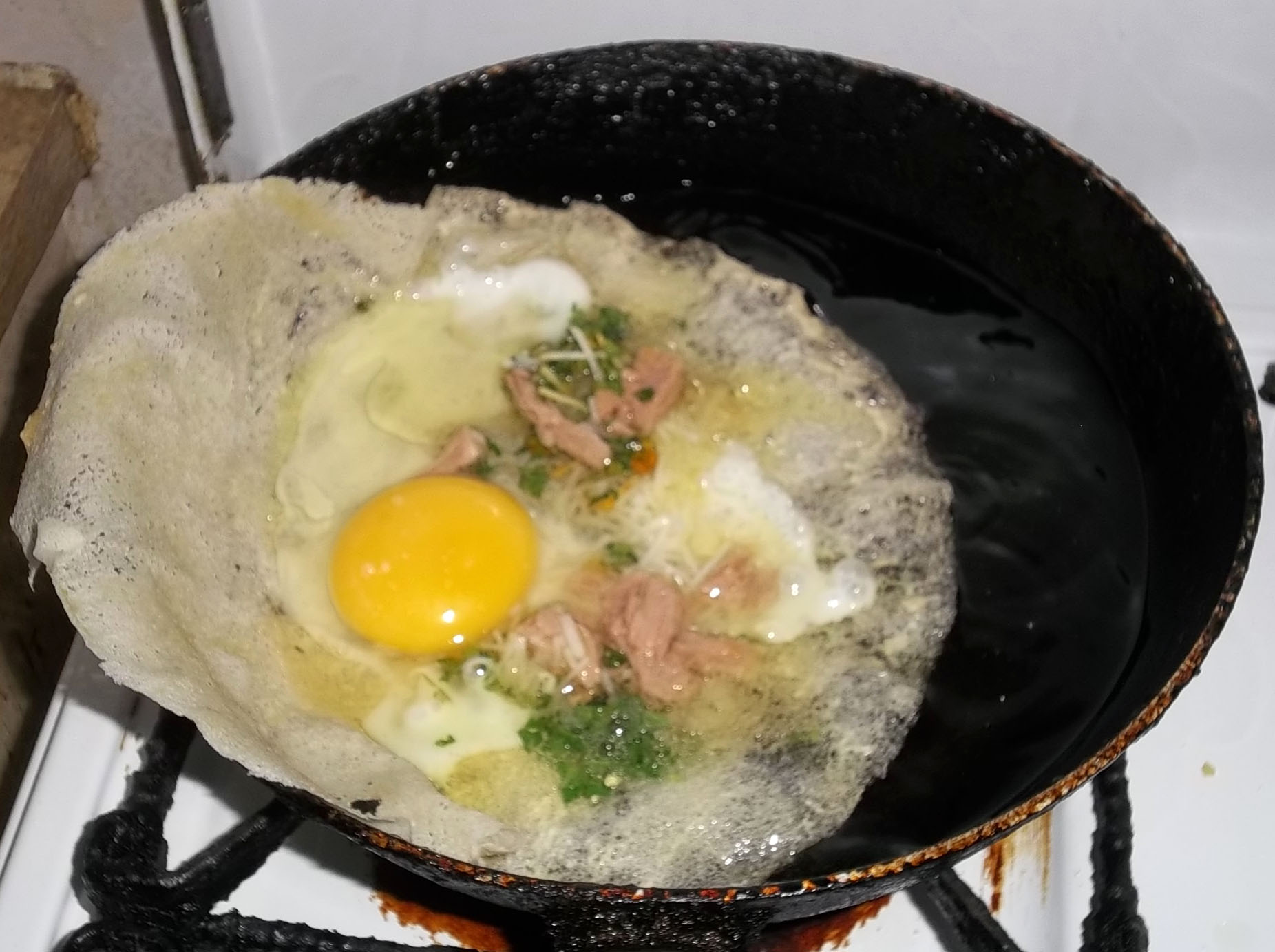
Приготовление брика

Немного отличающейся формой, но с идентичными ингредиентами и методом приготовления, тунисский брик известен в Алжире и Ливии как бурекас или бурек (بوراك). Готовится из специального тонкого теста под названием мальсука (malsouka, «прилипший») или варка (warka). Тесто в бриках получается тонкое и хрустящее, напоминает чипсы. Начинкой чаще всего служат яйца с картофелем и зеленью или тунец. Реже готовят брики с курицей и анчоусами, сыром, каперсами. Для начинки бриков не принято использовать мясо. По форме брики делают либо полукруглыми, либо треугольными.
В ресторанах часто встречается название Brik a l’oeuf (фр. «брик с яйцом»). Это самый популярный вид в Тунисе, также их можно часто встретить в качестве фаст-фуда. Главная особенность — тесто должно прожариться до хрустящего состояния, но желток яйца не должен стать твёрдым. Едят такой брик очень аккуратно над тарелкой, чтобы не пролить желток на одежду. В Тунисе даже существует особая традиция: во время сватания мать невесты готовит будущему жениху брик с яйцом. Если жених проливает хотя бы каплю желтка, ему имеют полное право отказать в руке дочери. Очень популярным считается и джербийский брик. Его начинка состоит из картофельного пюре, петрушки и соуса харисса.

## Приготовление
На тарелку укладывается лист мальсука, посередине на него помещается немного начинки и туда же вливается сырое яйцо. Лист теста складывается вдвое, тарелка подносится к сковороде с сильно нагретым растительным маслом и брик в него скатывается. Затем тесто переворачивается и обжаривается с другой стороны.